# James Gleason

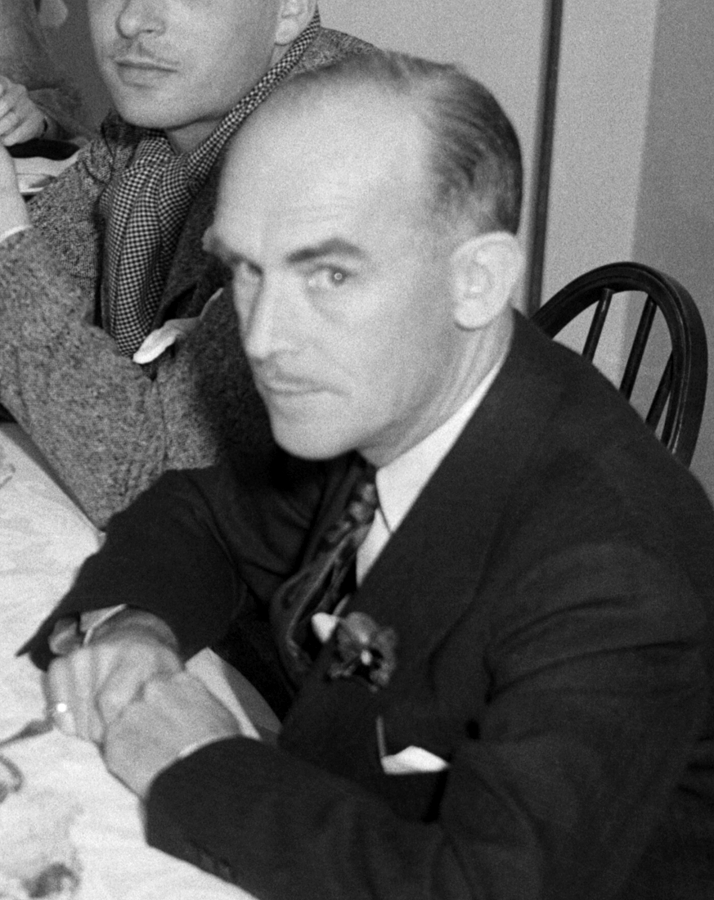
James Gleason (1928)

James Austin Gleason (* 23. Mai 1882 in New York City, New York; † 12. April 1959 in Los Angeles, Kalifornien) war ein US-amerikanischer Schauspieler, Dramatiker und Drehbuchautor. Der Charakterdarsteller war insbesondere auf die Darstellung hartgesottener Figuren mit weichem Kern spezialisiert.

## Leben
James Gleason spielte schon als Kind während der Ferien in verschiedenen Theatertruppen. Ab dem Alter von 13 Jahren verdiente er sich mit kleinen Jobs als Botenjunge, Druckergehilfe, Liftboy oder Aushilfe in einem Elektrowarengeschäft sein Geld selbst. Im Alter von 16 Jahren trat Gleason der United States Army bei und diente drei Jahre auf den Philippinen. Anschließend begann er seine professionelle Schauspielkarriere beim Theater, unter anderem führte ihn ein Gastspiel für zwei Jahre nach London. Am Broadway in seiner Heimatstadt New York spielte er zwischen 1914 und 1928 in 15 Produktionen. Im Radio hatte er zusammen mit Robert Armstrong Anfang der 1930er-Jahre eine eigene Radio-Sitcom namens Gleason and Armstrong. 
Nach Hollywood gelangte der Charakterdarsteller gegen Ende der Stummfilmzeit, als er sich bereits im mittleren Alter befand. Sein erster Film war The Count of Ten (1927) bei Universal Studios. Gleason, der bereits beim Theater als Dramatiker gearbeitet hatte, zählte zu den Drehbuchautoren des Musicalfilms The Broadway Melody (1929), der bei der zweiten Oscarverleihung den Oscar als bester Film erhielt. Zusätzlich übernahm er auch eine kleine Rolle in The Broadway Melody. Gleason schrieb ebenfalls am Drama Change of Heart (1934) mit Janet Gaynor in der Hauptrolle mit, konzentrierte sich in Hollywood aber vor allem auf die Schauspielerei.
Der hagere, bereits früh glatzköpfige Gleason war mit einer schroffen Stimme vor allem auf ernste und hartherzig erscheinende Figuren spezialisiert, die aber oft gleichzeitig einen weichen und liebenswerten Kern hatten. Ein Beispiel dafür war die Rolle des zynischen Chefredakteurs in Frank Capras Hier ist John Doe (1941), der zahlreiche Mitarbeiter entlässt und für einen steinreichen Unternehmer mit diktatorischen Absichten arbeitet, am Ende des Films aber seine menschliche Seite zeigt und von den Plänen seines Chefs angewidert erzählt. Einer von Gleasons größten Erfolgen war die Darstellung eines Boxmanagers in der Komödie Urlaub vom Himmel, für die er 1941 für den Oscar als bester Nebendarsteller nominiert wurde. Ein weiteres Markenzeichen seiner Figuren war der New Yorker Hintergrund. In der sechsteiligen Krimireihe über Detektivin Hildegarde Withers stand er ihr in der Rolle des Polizeiinspektors Oscar Piper zur Seite. Auch in weiteren Filmen gab er die Rolle des Polizeikommissars, beispielsweise am Filmende von Capras Komödienklassiker Arsen und Spitzenhäubchen aus dem Jahr 1944. 
1945 verkörperte er einen Milchwagenfahrer in Urlaub für die Liebe von Vincente Minnelli, der die Hauptfiguren Judy Garland und Robert Walker in Sachen Ehe unterweist. In den 1950er-Jahren war Gleason zunehmend auch in Gastrollen im Fernsehen zu sehen. 1955 spielte er die Rolle des Birdie Steptoe in Charles Laughtons legendärer, einziger Regiearbeit Die Nacht des Jägers an der Seite von Robert Mitchum, Shelley Winters und Lillian Gish. Gleasons Rolle war die eines alten, liebenswert-schrulligen Witwers, der zwei von einem mordenden Wanderprediger (Mitchum) bedrohten Kindern nicht helfen kann, weil er seinen Kummer in Alkohol ertränkt hat. Seine Abschiedsvorstellung gab er ein Jahr vor seinem Tod neben Spencer Tracy in Das letzte Hurra. Insgesamt wirkte er an über 160 Film- und Fernsehproduktionen mit.
James Gleason war von 1905 bis zu seinem Tod mit seiner Schauspielkollegin Lucile Gleason (1888–1947) verheiratet. Ihr Sohn war der Schauspieler Russell Gleason, der 1945 unter ungeklärten Umständen bei einem Sturz von einem Gebäude verstarb. Ende der 1930er-Jahre hatte die Schauspielerfamilie ihre eigene kleine Filmreihe über die Familie Higgins. Dabei verkörperte James den Familienpatriarchen Joe Higgins, Lucile seine Ehefrau und Russell seinen Sohn. In Urlaub für die Liebe von 1945 war Lucile ebenfalls als Film-Ehefrau ihres Mannes James zu sehen.
James Gleason starb 1959 im Alter von 76 Jahren an Asthma und wurde auf dem Holy Cross Cemetery in Culver City, Kalifornien, beigesetzt.

## Filmografie (Auswahl)
- 1922: Polly of the Follies
- 1929: The Broadway Melody – auch Drehbuch
- 1930: Ein Mann für sie (Her Man)
- 1931: Der Mut zum Glück (A Free Soul)
- 1932: Wer hat hier recht? (Lady and Gent)
- 1933: Mister Mugg
- 1934: Das Leben geht weiter (The World Moves On) – nur Drehbuch
- 1935: Helden von heute (West Point of the Air)
- 1936: The Ex-Mrs. Bradford
- 1937: Manhattan Merry-Go-Round
- 1938: The Higgins Family
- 1941: Der Herzensbrecher (Affectionately Yours)
- 1941: Hier ist John Doe (Meet John Doe)
- 1941: Urlaub vom Himmel (Here Comes Mr. Jordan)
- 1941: Tanks a Million
- 1941: Babes on Broadway
- 1942: Die Königin vom Broadway (My Gal Sal)
- 1942: Sechs Schicksale (Tales of Manhattan)
- 1943: Kampf in den Wolken (A Guy Named Joe)
- 1943: Crash Dive
- 1944: Pinky und Curly (Once Upon A Time)
- 1944: Schlüssel  zum Himmelreich (The Keys of the Kingdom)
- 1944: Arsen und Spitzenhäubchen (Arsenic and Old Lace)
- 1945: Die tollkühnen Abenteuer des Captain Eddie (Captain Eddie)
- 1945: Urlaub für die Liebe (The Clock)
- 1945: Ein Baum wächst in Brooklyn (A Tree Grows in Brooklyn)
- 1947: Jede Frau braucht einen Engel (The Bishop’s Wife)
- 1947: Eine Göttin auf Erden (Down to Earth)
- 1947: Endspurt (The Homestretch)
- 1947: Tycoon
- 1948: Ein Pferd namens October (The Return of October)
- 1948: When My Baby Smiles at Me
- 1948: Abenteuer im Wilden Westen (The Dude Goes West)
- 1949: Gefängnis ohne Gitter (Bad Boy)
- 1950: Lach und wein mit mir (Riding High)
- 1950: Der geheimnisvolle Ehemann (The Jackpot)
- 1950: Der Unglücksrabe (The Yellow Cab Man)
- 1950: Ein charmanter Flegel (Key to the City)
- 1951: In all meinen Träumen bist Du (I’ll See You in My Dreams)
- 1951: Come Fill the Cup
- 1952: Wir sind gar nicht verheiratet (We’re Not Married!)
- 1952: What Price Glory
- 1953: Die pikanten Jahre einer Frau (Forever Female)
- 1954: Der Attentäter (Suddenly)
- 1955: Die Nacht des Jägers (The Night of the Hunter)
- 1956: Noch heute sollst du hängen (Star in the Dust)
- 1957: Des Teufels Lohn (Man in the Shadow)
- 1957: Gold aus heißer Kehle (Loving You)
- 1958: Der Babysitter (Rock-A-Bye Baby)
- 1958: Das letzte Hurra (The Last Hurrah)